# 미우라 유스케
미우라 유스케(일본어: 三浦 雄介, 1991년 8월 27일 ~ )는 일본의 전 축구 선수이다.

## 구단 경력
과거 YSCC 요코하마에서 활동하였다.